# Bonnevoie-Nord-Verlorenkost

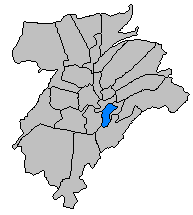
Bonnevoie-Verlorenkost-Nord, a sud di Lussemburgo.

Bonnevoie-Verlorenkost-Nord (in lussemburghese Bouneweg-Nord-Verluerekascht, in francese Bonnevoie-Nord-Verlorenkost, in tedesco Bonneweg-Nord-Verlorenkost) è un quartiere a sud di Lussemburgo, nell'omonimo stato. Esso fa parte del Bonnevoie, occupato per la maggior parte da Bonnevoie-Sud.
Nel 2001, contava una popolazione di 3 319 abitanti.